# Malá Štáhle
Malá Štáhle település Csehországban, Bruntáli járásban. Malá Štáhle Václavov u Bruntálu, Rýmařov, Dolní Moravice és Velká Štáhle településekkel határos. Lakosainak száma 114 fő (2024. január 1.).

## Népesség
A település lakosságának változását az alábbi diagram mutatja:
| Lakosok száma | 174  | 157  | 173  | 169  | 162  | 148  | 141  | 139  | 113  | 114  |
|               | 1869 | 1900 | 1921 | 1961 | 1980 | 2011 | 2016 | 2019 | 2021 | 2024 |